# Élections générales espagnoles de 2023 dans les îles Baléares
Les élections générales espagnoles de 2023 (en espagnol : Elecciones generales de España de 2023) se tiennent le dimanche 23 juillet 2023 afin d'élire les 350 députés et 208 des 266 sénateurs de la XVe législature des Cortes Generales. 8 députés sont élus dans les Îles Baléares.

## Résultats
| Parti                  | Parti                                                   | Voix    | %     | +/-   | Sièges | +/-           |  |
| ---------------------- | ------------------------------------------------------- | ------- | ----- | ----- | ------ | ------------- |  |
|                        | Parti populaire (PP)                                    | 179 303 | 35,63 | 12,79 | 3      | 1             |  |
|                        | Parti socialiste ouvrier espagnol (PSOE)                | 151 786 | 30,16 | 4,72  | 3      | 1             |  |
|                        | Sumar Més (Sumar-MÉS-MpM)                               | 83 487  | 16,59 | 7,89  | 1      | 1             |  |
|                        | Vox                                                     | 76 547  | 15,21 | 1,87  | 1      | 1             |  |
|                        | Parti animaliste contre la maltraitance animale (PACMA) | 4 969   | 0,99  | 0,38  | 0      | en stagnation |  |
|                        | Front ouvrier (FO)                                      | 1 039   | 0,21  | Nv.   | 0      | en stagnation |  |
|                        | Recortes Cero                                           | 726     | 0,14  | 0,07  | 0      | en stagnation |  |
|                        | Parti communiste des travailleurs espagnols (PCTE)      | 719     | 0,14  | Nv.   | 0      | en stagnation |  |
|                        | Vote blanc                                              | 4 704   | 0,93  | 0,10  |        |               |  |
|                        |                                                         |         |       |       |        |               |  |
| Suffrages exprimés     | Suffrages exprimés                                      | 503 280 | 99,03 |       |        |               |  |
| Votes nuls             | Votes nuls                                              | 4 953   | 0,97  |       |        |               |  |
| Total                  | Total                                                   | 508 233 | 100   | -     | 8      | en stagnation |  |
| Abstention             | Abstention                                              | 320 522 | 38,68 |       |        |               |  |
| Inscrits/Participation | Inscrits/Participation                                  | 828 755 | 61,32 |       |        |               |  |